# Niccolò Paganini
Niccolò Paganini (Genua, 27 oktober 1782 – Nice, 27 mei 1840) was een Italiaanse violist en componist, wiens virtuositeit op zijn instrument legendarisch is geworden, mede door zorgvuldig gecultiveerde mysteries rond zijn persoonlijkheid.

## Leven en werk
Op elfjarige leeftijd trad hij voor het eerst op als violist, na muziekonderricht van zijn vader te hebben genoten en les op gitaar zowel als viool. Vanaf 1797 reisde hij door Europa en trad op in onder andere Wenen en Parijs. Zijn bekendheid groeide hierdoor. In 1831 ging hij voor het eerst op tournee in Engeland.
Veel mensen geloofden dat Paganini een 'duivelsviolist' was. Paganini versterkte de legendevorming om zijn persoon door 's nachts op kerkhoven voor de doden te spelen. Hij had ook de gewoonte om voor een concert zijn gezicht wit te schminken om zo nog meer tot de verbeelding te spreken, als hoogromantisch lijdend kunstenaar. Een mysterieuze ziekte zorgde voor nog meer mystificatie rondom zijn persoon. Hoewel er geen medische zekerheid over bestaat, wordt verondersteld dat hij leed aan het syndroom van Ehlers-Danlos of het syndroom van Marfan. Hieruit worden de zeer lange vingers (arachnodactylie) en het elastische bindweefsel verklaard dat hem in staat stelde tot zijn extreme virtuositeit bij het vioolspel.
In 1834 schreef Hector Berlioz op Paganini's verzoek een symfonie voor altviool en orkest, getiteld Harold in Italië, die Paganini aanvankelijk niet wilde uitvoeren omdat hij 'te weinig te doen' zou hebben, maar na het horen van een uitvoering alsnog enthousiast raakte.
Paganini kocht in 1837 een casino in Parijs, maar verloor dat inclusief zijn hele kapitaal. Een hardnekkige legende zegt dat hij in zijn eigen casino welhaast al zijn bezittingen op een dag had vergokt. Onderzoek spreekt dat tegen.
Het grootste deel van zijn leven bespeelde hij de viool Il Cannone van Giuseppe Antonio Guarneri "del Gesù".
Niccolò Paganini overleed in Nice op 57-jarige leeftijd ten gevolge van inwendige bloedingen.

## Oeuvre
Zijn oeuvre bevat onder meer zes vioolconcerten, concertstukken voor viool en orkest, twaalf sonata's voor viool en gitaar, alsook de beroemde 24 Capriccio's voor vioolsolo, studies voor viool.
Paganini en zijn werk hebben veel andere componisten geïnspireerd. Franz Liszt bijvoorbeeld, was gefascineerd door Paganini's virtuositeit en streefde in zijn pianowerken en -uitvoeringen naar een gelijke perfectie (zie zo bijvoorbeeld La Campanella). Sergei Rachmaninov schreef in 1934 een eendelig werk voor piano en orkest (Rapsodie op een thema van Paganini, op. 43) waarin 24 variaties op het thema uit Paganini's Caprice in a mineur de revue passeren. Johannes Brahms componeerde in 1863 op hetzelfde thema 28 variaties voor piano solo, Paganini-Variationen, Op. 35 verdeeld over twee bundels, Boris Blacher in 1947 zijn Orchestervariationen über een Thema von N. Paganini voor orkest, Géza Frid in 1968 zijn Paganinivariaties voor twee violen, Andrew Lloyd Webber in 1986 zijn Variations voor cello en orkest en Fazil Say zijn Paganini Jazz voor piano solo in 1995.
Ook Alfredo Casella (Paganiniana), Mario Castelnuovo-Tedesco (Capriccio Diabolico), Frédéric Chopin (Souvenir de Paganini), Johann Nepomuk Hummel (Souvenir de Paganini), Fritz Kreisler, Franz Lehár (de operette Paganini), Nathan Milstein (Paganiniana), George Rochberg (Caprice Variations), Robert Schumann (Concertstudies op. 3 en op. 6, een deel uit zijn Carnaval op. 9 heet Paganini), Eugène Ysaÿe (Paganini Variaties) en vele anderen lieten zich inspireren, schreven variatiewerken of parafrases op zijn thema's, of citeerden uit Paganini's werk.

## Trivia
Omdat Paganini op zijn sterfbed had geweigerd te biechten en sommigen geloofden dat hij door de duivel was bezeten, mocht hij van de rooms-katholieke bisschop Galvano niet op een katholieke begraafplaats worden begraven. Het duurde tot 1876, na een periode van 36 jaar van omzwervingen met het lijk doorheen Italië en rehabilitatie door Paus Pius IX, dat zijn zoon Achille Paganini erin slaagde zijn vader plechtig te begraven op de begraafplaats van Santa Maria della Steccata in Parma. Nog eens twintig jaar later, in 1896, kreeg Paganini een monumentale graftombe op de begraafplaats van Villetta, eveneens in Parma.